# Thad Luckinbill

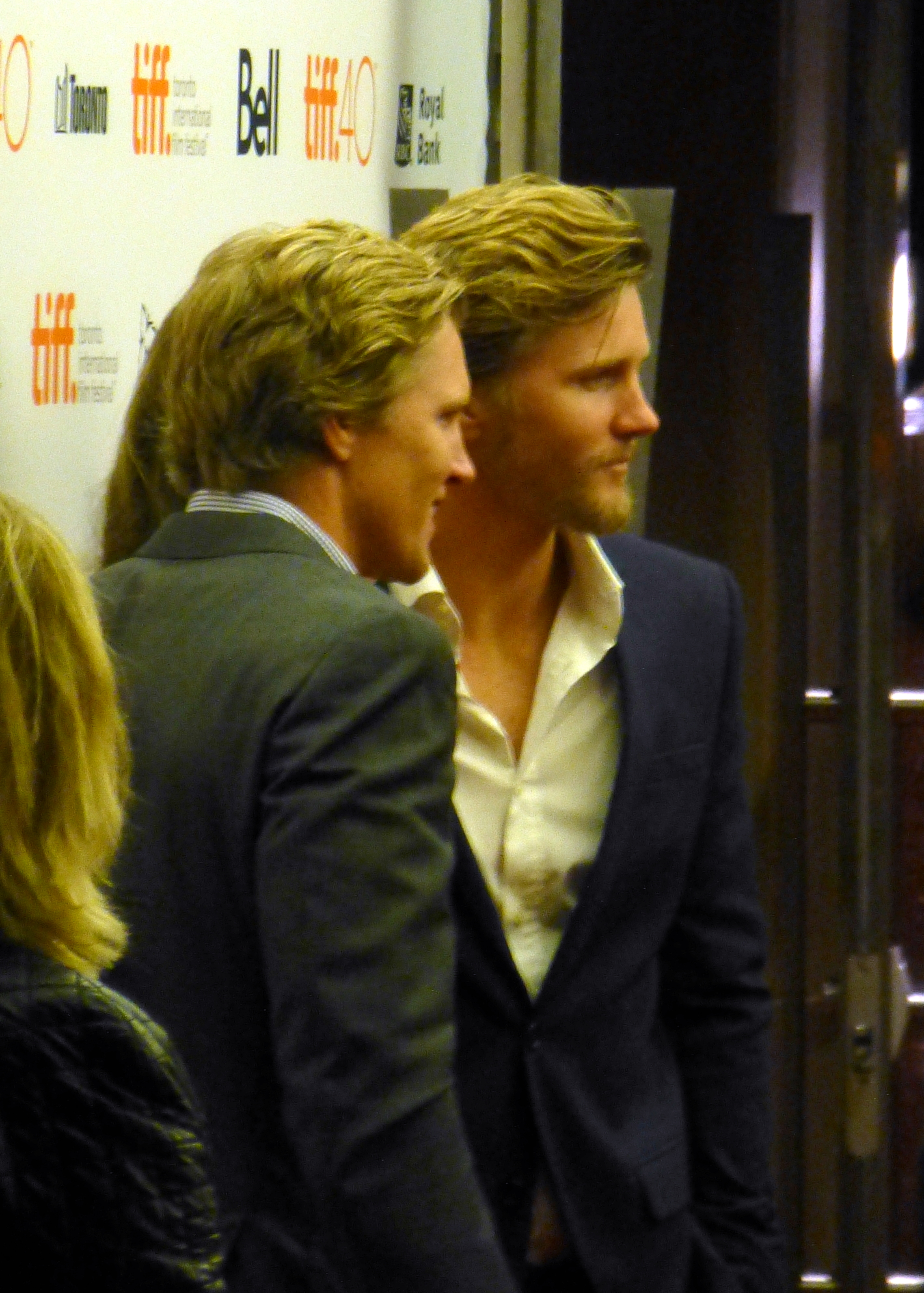
Thad (rechts) und sein Bruder Trent Luckinbill (2015)

Thaddeus Rowe „Thad“ Luckinbill (* 24. April 1975 in Enid, Oklahoma) ist ein US-amerikanischer Schauspieler und Produzent, bekannt durch die Rolle des J.T. Hellstrom aus der Seifenoper Schatten der Leidenschaft.

## Leben und Karriere
Thad Luckinbill hat einen Zwillingsbruder Trent, der wie er, neben seiner Tätigkeit als Anwalt, auch als Produzent tätig ist. Er hat einen Abschluss von der University of Oklahoma. In seiner Freizeit surft er, spielt Volleyball und betreibt Boxen.
Luckinbill ist seit 1999 als Schauspieler aktiv. Er konnte gleich zu Beginn seiner Karriere die Rolle des T.J. Hellstromm in der Seifenoper Schatten der Leidenschaft ergattern. Diese Rolle spielte er bis 2010 in über 820 Episoden. Neben dieser Tätigkeit trat er auch immer in Film und Fernsehen auf. So spielte er in Serien wie Meine wilden Töchter, Buffy – Im Bann der Dämonen oder CSI: NY. 2011 spielte er die wiederkehrende Rolle des Nathan Colville in der Serie Nikita. Auch in Filmen übernimmt er immer wieder Nebenrollen, etwa in No Way Out – Gegen die Flammen oder Operation: 12 Strong.
Neben seiner Schauspieltätigkeit, engagiert sich Luckinbill auch als Produzent von Filmen, wie The Good Lie, Sicario oder der Fortsetzung Sicario 2. Eigene Filmauftritte erfolgten in Voll verheiratet und Plötzlich verliebt.
Luckinbill ist seit 2007 mit seiner Schauspielkollegin Amelia Heinle verheiratet. Sie brachte einen Sohn mit in die Ehe. Seit 2007 sind sie Eltern eines Sohnes, seit 2009 einer Tochter.

## Filmografie (Auswahl)
Als Darsteller
- 1999–2010, seit 2017: Schatten der Leidenschaft (The Young and the Restless, Fernsehserie)
- 1999: Undressed – Wer mit wem? (Undressed, Fernsehserie, 9 Episoden)
- 2001: Boys to Men
- 2001: Nash Bridges (Fernsehserie, Episode 6x18)
- 2002: Generation Gap (Fernsehfilm)
- 2002: Providence (Fernsehserie, Episode 4x17)
- 2002: JAG – Im Auftrag der Ehre (JAG, Fernsehserie, Episode 8x05)
- 2002: Buffy – Im Bann der Dämonen (Buffy, Fernsehserie, Episode 7x06)
- 2003: Voll verheiratet (Just Married)
- 2003: Meine wilden Töchter (8 simple Rule...for Dating my Daughter, Fernsehserie, 5 Episoden)
- 2004: Plötzlich verliebt (Sleepover)
- 2006: Nip/Tuck – Schönheit hat ihren Preis (Nip/Tuck, Fernsehserie, Episode 4x02)
- 2006: Home of the Brave
- 2006–2010: CSI: Vegas (Fernsehserie, 2 Episoden)
- 2008: Without a Trace – Spurlos verschwunden (Without a Trace, Fernsehserie, Episode 6x12)
- 2008: The Essence of Depp
- 2009: Ghost Whisperer – Stimmen aus dem Jenseits (Ghost Whisperer, Fernsehserie, Episode 4x20)
- 2009: CSI: NY (Fernsehserie, 2 Episoden)
- 2010: CSI: Miami (Fernsehserie, Episode 8x15)
- 2011: Nikita (Fernsehserie, 6 Episoden)
- 2012: Grey’s Anatomy (Fernsehserie, Episode 8x21)
- 2013: Rizzoli & Isles (Fernsehserie, Episode 4x04)
- 2013: Major Crimes (Fernsehserie, Episode 2x15)
- 2014: The Good Lie – Der Preis der Freiheit (The Good Lie)
- 2015: Criminal Minds (Fernsehserie, Episode 10x21)
- 2015: Ballers (Fernsehserie, Episode 1x06)
- 2016: Broken (Fernsehserie, Episode 1x01)
- 2017: No Way Out – Gegen die Flammen (Only the Brave)
- 2018: Operation: 12 Strong (12 Strong)
- 2022: Devotion
- 2023: Reptile

Als Filmproduzent
- 2014: The Good Lie – Der Preis der Freiheit (The Good Lie)
- 2015: Sicario
- 2017: Rebel in the Rye
- 2017: No Way Out – Gegen die Flammen (Only the Brave)
- 2018: Operation: 12 Strong (12 Strong)
- 2018: Sicario 2 (Sicario: Day of the Soldado)
- 2018: Sierra Burgess Is a Loser
- 2021: Broken Diamonds
- 2022: Devotion
- 2022: Whitney Houston: I Wanna Dance with Somebody
- 2023: Reptile